# Lèmur gegant
El lèmur gegant (Megaladapis) fou un gènere de tres espècies extintes que antigament visqueren a l'illa de Madagascar. Es tracta de l'únic gènere de la família dels megaladàpids (Megaladapidae). Els parents més propers vivents d'aquest gènere són els lèmurs mostela (gènere Lepilemur) i els dos gèneres formen la família dels lepilemúrids. Tanmateix, el lèmur gegant era molt diferent de qualsevol lèmur vivent. El seu cos era aixafat i format de manera similar a la de l'actual coala. Els seus llargs braços i dits estaven especialitzats per agafar branques, mentre que les potes estaven adaptades per escalar en vertical.

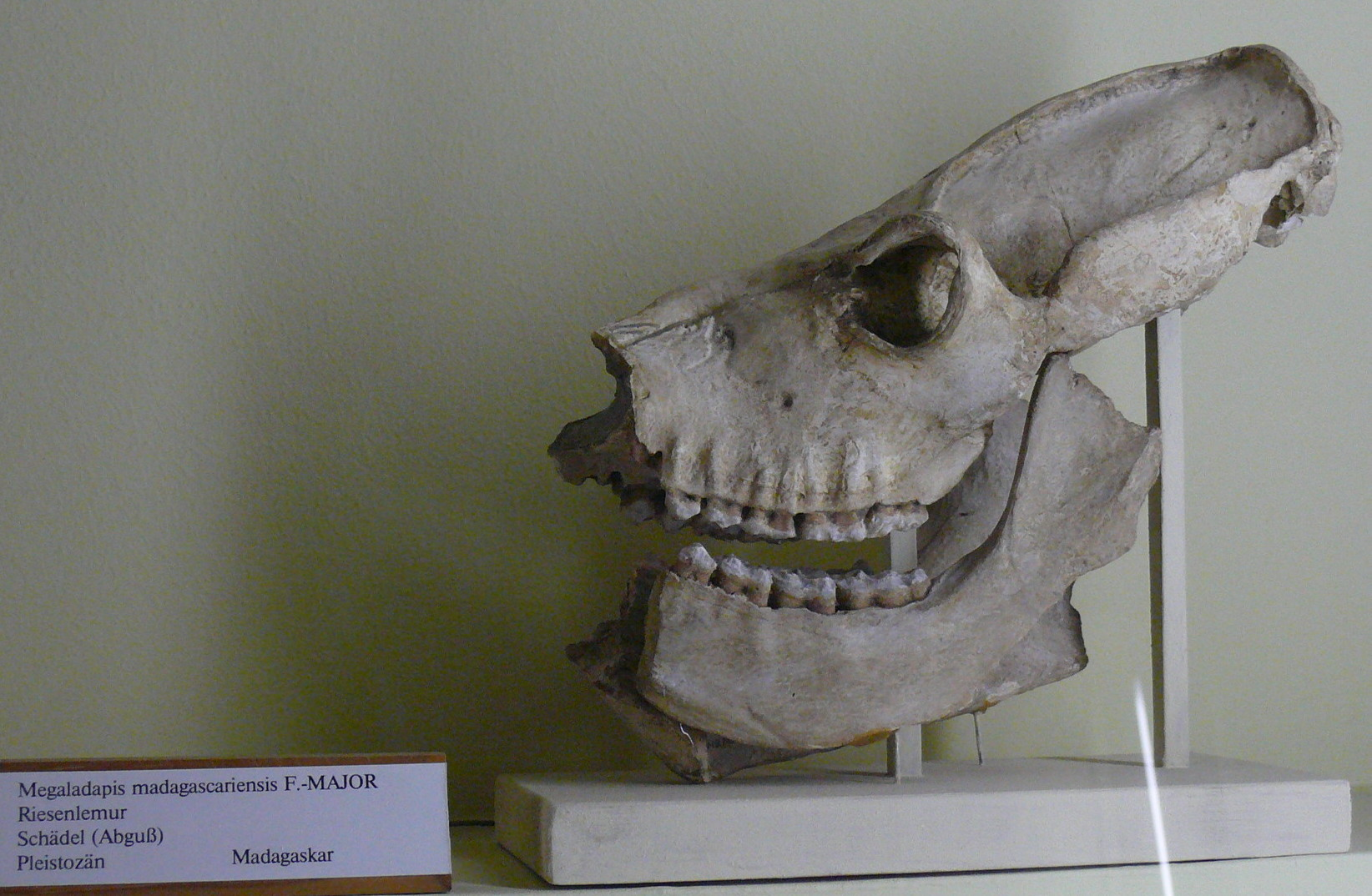
Crani de Megaladapis madagascariensis

A més, el seu cap era ben diferent al d'altres primats. El lèmur gegant tenia llargues dents canines i una mandíbula semblant a la de les vaques, que formava un musell elongat. Els seus músculs de la mandíbula eren potents per poder mastegar la dura vegetació del seu hàbitat. En total, el seu cos pesava uns cinquanta quilograms.